# 姿勢反射
姿勢反射（しせいはんしゃ、英: postural reflex、独: Stellungsreflex）は、姿勢を調節、保持する反射である。

## 概要
位置覚に関連する全身の知覚により、反射的に全身の筋が適度に緊張し、体の位置、姿勢、運動における平衡を保つことを姿勢反射という。また姿勢の制御にかかわる反射群であり、人間が生きていくために、安全に体を支えられるように備わった反射である。体が静止している状態での姿勢反射を平衡反射 static reflex, static reaction といい、運動している状態での姿勢反射を平衡性運動反射という場合がある。姿勢反射はその機能の成り立ちから局在性平衡反射、体節性平衡反射、汎在性平衡反射に分類される。また、原始反射と混合して述べられている場合もあるが、原始反射と違い、基本的には獲得したら消失することはないとされている。
局在性平衡反射は、1側の後肢のように体の一部に現れる限局性の反応である。この時、足底が地面に触れていると足底皮膚の触覚、圧覚、足指伸筋の伸張受容器に興奮が生じ、複数の関節において抗重力筋を同時に収縮させることにより関節が固定され、その肢に持続的伸展が起こる。
体節性平衡反射は両側の後肢のように1つの体節全体に現れる。交叉伸展反射はこの典型的な例である。
汎在性平衡反射は多くの体節に現れる反応で、緊張性迷路反射、緊張性頸反射がその最も代表的なものである。
姿勢反射は脳幹を中脳と延髄の間で切断した延髄動物、延髄と脊髄の間で切断した脊髄動物（低位除脳動物）でも見られる。中脳までを残した中脳動物（高位除脳動物）においては立ち直り反射が存在し、直立姿勢を保持できるが、中脳のない低位除脳動物では存在しない。姿勢反射は原則として延髄、脊髄のレベルで現れるが、中脳の参加によって統合される。また大脳皮質も踏み直り反応 placing reaction や跳び直り反応 hopping reaction のように、姿勢反射に関与することが次第に解明されている。

## 姿勢反射の例

### パラシュート反射
この反射は少し育った乳児に起こる。
子供が直立に支えられ、赤ちゃんの体が（落下した時のように）すばやく前向きに回転した際に、赤ちゃんは落下を阻止するかのように腕を前に延ばす。この反射は赤ちゃんが歩くようになる前の長い期間見られる。

### ランドー反射
腹臥位で胸部を支えて持ち上げ、自動的または他動的に頭を挙上すると脊柱と下肢は伸展し、次に頭を他動的に屈曲すると脊柱と下肢は屈曲する反応をいう（英: Landau reflex）。

### ホッピング反応
支えて立たせた状態で体を前後左右に倒そうとすると倒れないように足を踏み出す反応をいう。

### 立ち直り反射
動物が直立姿勢を維持できるのは立ち直り反射（英: righting reflex、独: Stellreflex）によるものである。この反射は古くから知られ、動物が空中落下して着地する際に四肢で立つことに重要な役割を果たす。立ち直り反射は迷路性、体性、頸筋性、視覚性に分けられる。このうち、視覚性の立ち直り反射には大脳皮質後頭葉が関与しており、大脳皮質を除去した除皮質動物では認められない。高位除脳動物では視覚性以外の立ち直り反射が存在するが、低位除脳動物では全く存在しない。

## 前庭脊髄反射
内耳の前庭器官が受けた平衡感覚情報は前庭神経を経由し、前庭神経核に送られる。前庭神経核からの出力は直接前庭脊髄路を通り、もしくは脳幹網様体を経由して間接的に脊髄のα運動ニューロン、γ運動ニューロンに伝導される。これによって体幹、四肢に現れる反射を前庭脊髄反射（英: vestibulospinal reflex、独: vestibulospinaler Reflex）といい、姿勢の制御に重要な働きを果たす。この反射はほとんど全ての脊髄分節で認められ、頸部以下の全身の骨格筋にわたって体の平衡、姿勢に関与する。